# 黎剎號驅逐艦 (DD-174)
黎剎號驅逐艦（舷號DD-174）是一艘美國海軍建造的驅逐艦，為維克斯級驅逐艦的100號艦。她是美軍第一艘以黎剎為名的軍艦，以紀念菲律賓國父黎剎。
黎剎號在1918年於聯合鋼鐵廠開始建造，在同年下水，於1919年服役，其時第一次世界大戰已經結束。稍後黎剎號被派往太平洋執勤。1920年黎剎號改裝為佈雷艇，然後派駐遠東亞洲艦隊。1931年黎剎號退役，並在1932年除籍，按倫敦海軍條約出售拆解。